# Měrunice
Měrunice (en allemand : Meronitz) est une commune du district de Teplice, dans la région d'Ústí nad Labem, en République tchèque. Sa population s'élevait à 318 habitants en 2021.

## Géographie
Měrunice se trouve à 19 km au sud de Teplice, à 27 km au sud-ouest d'Ústí nad Labem et à 64 km au nord-ouest de Prague.
La commune est limitée par Hrobčice au nord et à l'est, par Libčeves au sud-est et au sud, par Kozly au sud, et par Skršín et Lužice à l'ouest.

## Histoire
La première mention écrite du village remonte à 1295.

## Administration
La commune se compose de deux quartiers :
- Měrunice
- Žichov

## Patrimoine

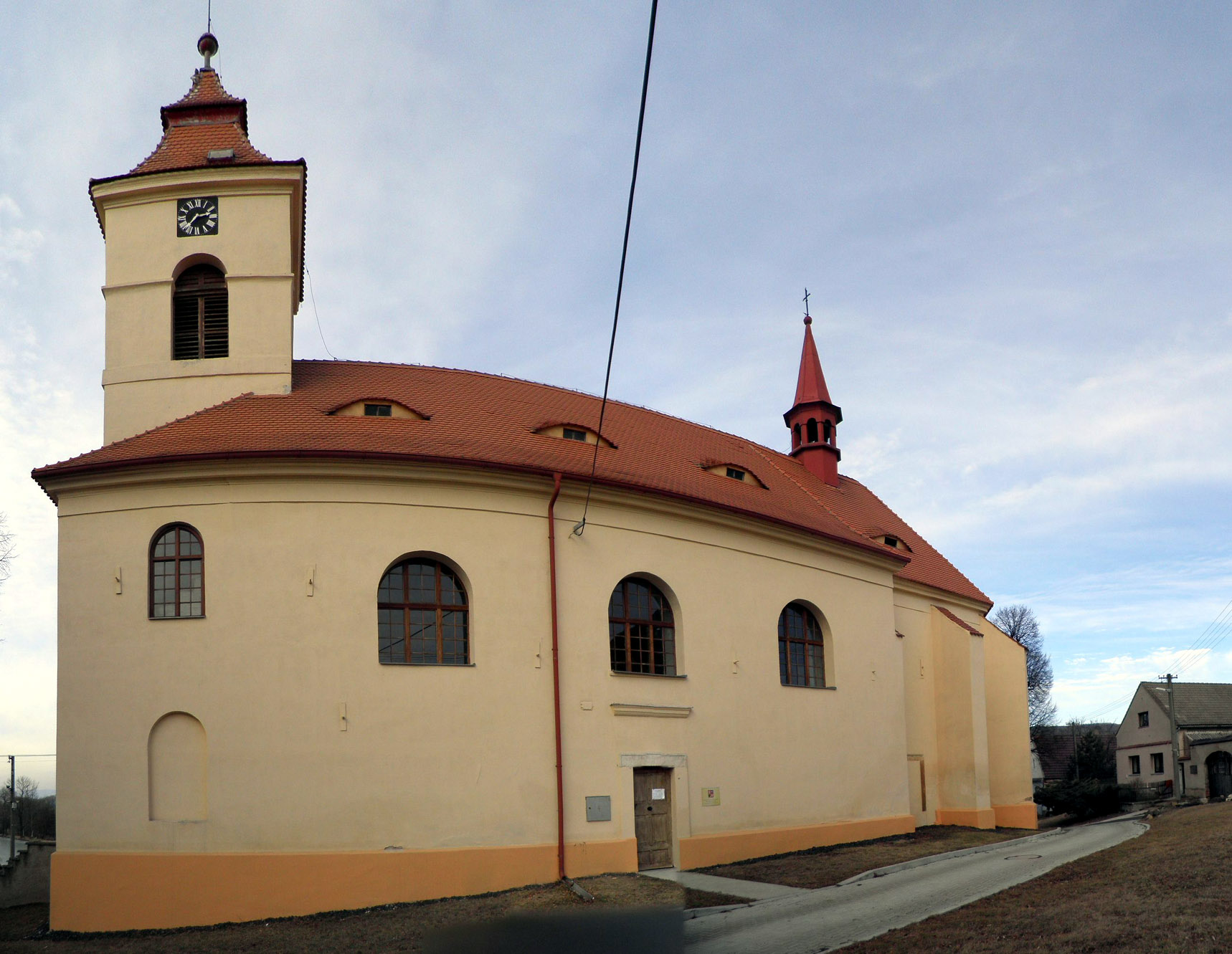
Église Saint-Stanislas.
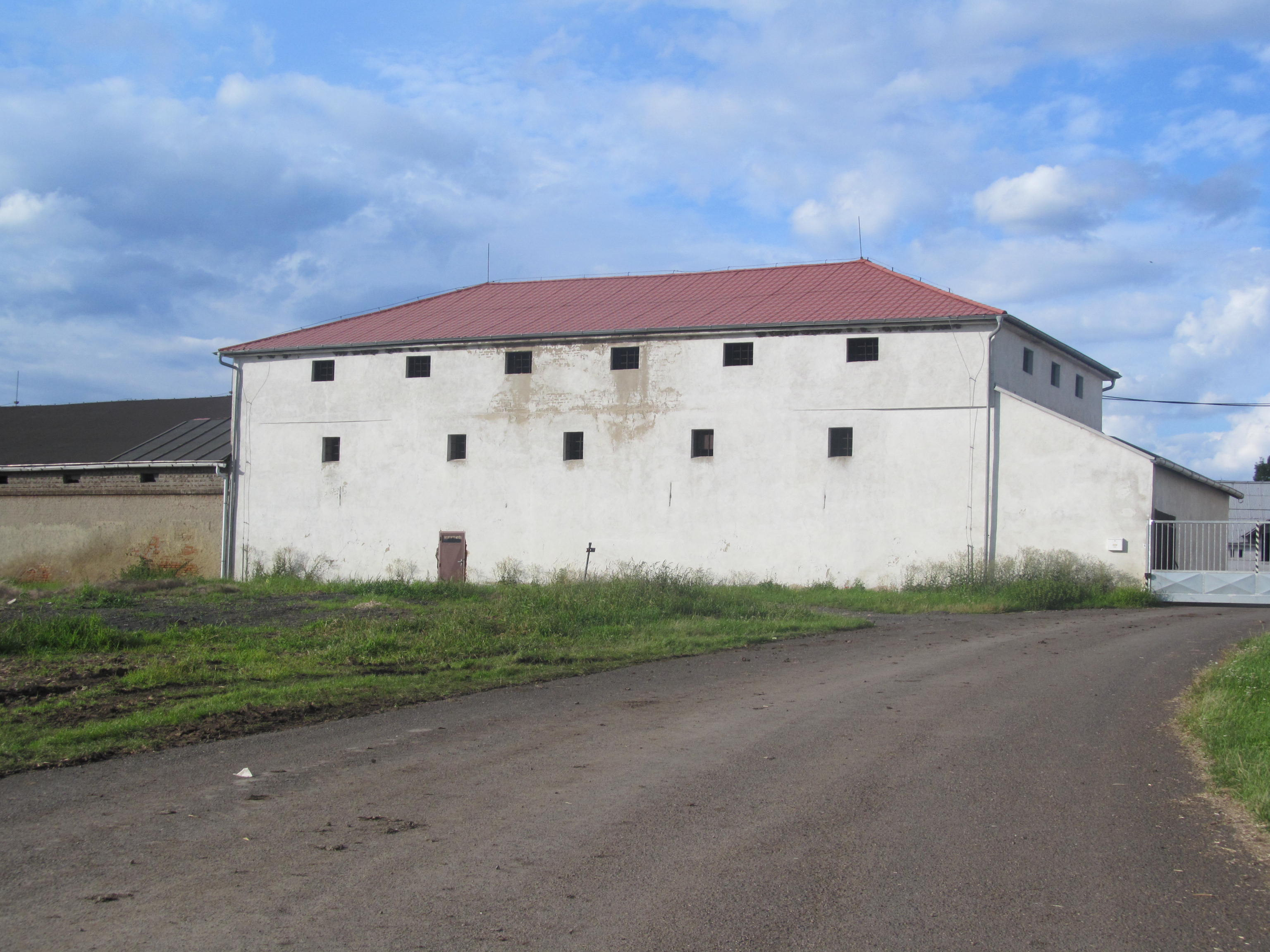
Měrunice : maison forte.

## Transports
Par la route, Měrunice se trouve à 10 km de Bílina, à 23 km de Teplice, à 41 km d'Ústí nad Labem et à 82 km de Prague.